# 1. Division (Luxemburg) 1914/15
Die 1. Division 1914/15 war die fünfte Spielzeit der höchsten luxemburgischen Fußballliga.
US Hollerich/Bonneweg gewann den dritten Titel in der Vereinsgeschichte.

## Gruppe A
|                         |   |                       | Hinspiel | Rückspiel |
| ----------------------- | - | --------------------- | -------- | --------- |
| Sporting Club Luxemburg | – | Racing Club Luxemburg | 6:5      | 1:3       |
| Sporting Club Luxemburg | – | US Hollerich/Bonneweg | 1:0      | 2:0       |
| Racing Club Luxemburg   | – | US Hollerich/Bonneweg | 4:2      | 1:1       |

| Pl. | Verein                  | Sp. | S | U | N | Tore    | Quote | Punkte |
| --- | ----------------------- | --- | - | - | - | ------- | ----- | ------ |
| 1.  | Sporting Club Luxemburg | 4   | 3 | 0 | 1 | 010:800 | 1,25  | 06:20  |
| 2.  | Racing Club Luxemburg   | 4   | 2 | 1 | 1 | 013:100 | 1,30  | 05:30  |
| 3.  | US Hollerich/Bonneweg   | 4   | 0 | 1 | 3 | 003:800 | 0,38  | 01:70  |

## Gruppe B
|               |   |              | Hinspiel | Rückspiel |
| ------------- | - | ------------ | -------- | --------- |
| Jeunesse Esch | – | CS Fola Esch | 3:2      | 2:2       |

| Pl. | Verein        | Sp. | S | U | N | Tore    | Quote | Punkte |
| --- | ------------- | --- | - | - | - | ------- | ----- | ------ |
| 1.  | Jeunesse Esch | 2   | 1 | 1 | 0 | 005:400 | 1,25  | 03:10  |
| 2.  | CS Fola Esch  | 2   | 0 | 1 | 1 | 004:500 | 0,80  | 01:30  |

## Gruppe C
|                  |   |               | Hinspiel | Rückspiel |
| ---------------- | - | ------------- | -------- | --------- |
| Stade Düdelingen | – | US Düdelingen | 6:1      | 6:1       |

| Pl. | Verein           | Sp. | S | U | N | Tore    | Quote | Punkte |
| --- | ---------------- | --- | - | - | - | ------- | ----- | ------ |
| 1.  | Stade Düdelingen | 2   | 2 | 0 | 0 | 012:200 | 6,00  | 04:0   |
| 2.  | US Düdelingen    | 2   | 0 | 0 | 2 | 002:120 | 0,17  | 0:40   |

## Gruppe D
|             |   |                 | Hinspiel | Rückspiel |
| ----------- | - | --------------- | -------- | --------- |
| CS Petingen | – | SC Differdingen | 4:3      | 2:1       |

| Pl. | Verein          | Sp. | S | U | N | Tore    | Quote | Punkte |
| --- | --------------- | --- | - | - | - | ------- | ----- | ------ |
| 1.  | CS Petingen     | 2   | 2 | 0 | 0 | 006:400 | 1,50  | 04:0   |
| 2.  | SC Differdingen | 2   | 0 | 0 | 2 | 004:600 | 0,67  | 0:40   |

## Gruppe E
|                     |   |               | Hinspiel | Rückspiel |
| ------------------- | - | ------------- | -------- | --------- |
| Young Boys Diekirch | – | SC Echternach | 7:0      | 3:0       |

| Pl. | Verein              | Sp. | S | U | N | Tore    | Quote | Punkte |
| --- | ------------------- | --- | - | - | - | ------- | ----- | ------ |
| 1.  | Young Boys Diekirch | 2   | 2 | 0 | 0 | 010:000 | ∞     | 04:0   |
| 2.  | SC Echternach       | 2   | 0 | 0 | 2 | 000:100 | 0,00  | 0:40   |

## Play-offs
|                         | Ergebnis |                     |
| ----------------------- | -------- | ------------------- |
| Jeunesse Esch           | 4:1      | Stade Düdelingen    |
| Jeunesse Esch           | 4:0      | CS Petingen         |
| Sporting Club Luxemburg | 14:1 1   | Young Boys Diekirch |
| US Hollerich/Bonneweg   | 3:0      | Young Boys Diekirch |

## Finale
|                       | Ergebnis |               |
| --------------------- | -------- | ------------- |
| US Hollerich/Bonneweg | 8:1      | Jeunesse Esch |

Das ursprüngliche Finale Sporting Club Luxemburg gegen Jeunesse Esch (2:1) wurde annulliert.